# Bromelia arenaria
Bromelia arenaria är en gräsväxtart som beskrevs av Ernst Heinrich Georg Ule. Bromelia arenaria ingår i släktet Bromelia och familjen Bromeliaceae. Inga underarter finns listade i Catalogue of Life.